# Plusilla
Plusilla là một chi bướm đêm thuộc họ Noctuidae.

## Loài
- Plusilla rosalia Staudinger